# خاکورینوخابل
خاکورینوخابل (روسی: Хакуринохабль) یک شهر در روسیه است که در آدیغیه واقع شده‌است.